# Stadio Castelão
Lo stadio Governatore Plácido Castelo (in portoghese Estádio Governador Plácido Castelo), noto come Castelão , è uno stadio di calcio situato a Fortaleza, nello stato di Ceará, in Brasile.
Capace di ospitare 67 037 spettatori, l'impianto è conosciuto anche come Gigante da Boa Vista ed è di proprietà del governo statale. Viene usato dalle due squadre della città (il Ceará Sporting Club e il Fortaleza Esporte Clube) e, a volte, dalla nazionale brasiliana. È ufficialmente intitolato a Plácido Aderaldo Castelo, governatore dello stato di Ceará dal 12 settembre 1966 al 15 marzo 1971.

## Storia
Lo stadio venne costruito tra il 1969 e il 1973 e fu inaugurato l'11 novembre dello stesso anno con una partita tra il Ceará e il Fortaleza, terminata 0-0. Il primo gol nella storia del Castelão fu segnato il 18 novembre 1973 dal giocatore del Ceará Erandy, nella partita in cui i padroni di casa sconfissero il Vitória col punteggio di 1-0.
Il 27 agosto 1980 lo stadio fece registrare il record di presenze, pari a 118 496 spettatori, durante la partita tra Brasile e Uruguay, finita 1-0 per i verdeoro.
Nel maggio del 2001 il Governo del Ceará diede inizio a una ristrutturazione dell'impianto, dividendola il tre fasi: la prima consistette nel recupero delle gradinate e dei muretti; la seconda si sostanziò nel recupero e nel rafforzamento della struttura; la terza fase, infine, previde il recupero degli impianti elettrici, idraulici, sanitari, ed elettronici.
La prima partita nel nuovo stadio si disputò il 23 marzo 2002, quando il Brasile batté la Jugoslavia per 1-0; il primo goal nel nuovo impianto fu segnato dal brasiliano Luizão.

### Campionato mondiale di calcio del 2014
Il Castelão è stato una delle sedi del Mondiale di calcio del 2014, tenutosi in Brasile: la struttura venne ristrutturata in vista del torneo, vedendo l'aggiunta di un tetto più grande, la costruzione di un parcheggio sotterraneo con 4 200 posti, e un nuovo livello inferiore. Dopo la riqualificazione ha raggiunto una capienza di 67 037 persone.
L'impianto venne chiuso il 31 marzo 2011 per iniziare i suddetti lavori di ricostruzione, completati poi nel dicembre 2012; fu dunque il primo dei dodici stadi previsti per la Coppa del Mondo del 2014 ad essere completato.
Lo stadio è stato inoltre sede di alcuni incontri della FIFA Confederations Cup del 2013 e ha ospitato anche alcune partite del torneo di calcio delle Giochi olimpici estivi del 2016, svoltisi a Rio de Janeiro.

## Incontri Internazionali

### FIFA Confederation Cup 2013
| Data           | Orario (BRT) | Squadra numero 1 | Ris.          | Squadra numero 2 | Fase del torneo | Spettatori |
| -------------- | ------------ | ---------------- | ------------- | ---------------- | --------------- | ---------- |
| 19 giugno 2013 | 16:00        | Brasile          | 2 - 0         | Messico          | Girone A        | 50 791     |
| 23 giugno 2013 | 16:00        | Nigeria          | 0 - 3         | Spagna           | Girone B        | 51 263     |
| 27 giugno 2013 | 16:00        | Spagna           | 0 - 0 7-6 dcr | Italia           | Semifinali      | 56 083     |

### Coppa del Mondo FIFA 2014
| Data           | Orario (BRT) | Squadra numero 1 | Ris.  | Squadra numero 2 | Fase del torneo  | Spettatori |
| -------------- | ------------ | ---------------- | ----- | ---------------- | ---------------- | ---------- |
| 14 giugno 2014 | 16:00        | Uruguay          | 1 - 3 | Costa Rica       | Girone D         | 58 679     |
| 17 giugno 2014 | 16:00        | Brasile          | 0 - 0 | Messico          | Girone A         | 60 342     |
| 23 giugno 2014 | 16:00        | Germania         | 2 - 2 | Ghana            | Girone G         | 59 621     |
| 24 giugno 2014 | 17:00        | Grecia           | 2 - 1 | Costa d'Avorio   | Girone C         | 59 095     |
| 29 giugno 2014 | 13:00        | Paesi Bassi      | 2 - 1 | Messico          | Ottavi di finale | 58 817     |
| 4 luglio 2014  | 17:00        | Brasile          | 2 - 1 | Colombia         | Quarti di finale |            |

## Altri eventi
Il 9 luglio 1980 venne aperto a Fortaleza il 10º Congresso Eucaristico Nazionale; Papa Giovanni Paolo II partecipò alle celebrazioni del Congresso e l'Estádio Castelão ospitò, in quella occasione, la più grande mole di pubblico della sua storia: 120 000 persone.
Un'altra celebrazione religiosa avvenne il 13 agosto 1995, in occasione l'addio dell'arcivescovo di Fortaleza Dom Aloísio Lorscheider che riunì circa 50 000 seguaci.

## Concerti
| Band/artista       | Tour                            | Spettatori | Data             |
| ------------------ | ------------------------------- | ---------- | ---------------- |
| Elton John         | The Diving Board Tour           |            | 23 febbraio 2014 |
| Beyoncé            | The Mrs. Carter Show World Tour | 27 847     | 8 settembre 2013 |
| Paul McCartney     | Out There! Tour                 | 48 668     | 9 maggio 2013    |
| Xuxa               | Sexto Sentido: O Xou            | 45 000     | 10 dicembre 1996 |
| Mamonas Assassinas | Mamonas Assassinas Tour         | 37 000     | 22 dicembre 1995 |
| Menudos            | Menudos Live 1985 Tour          | 70 000     | 1985             |